# Dufrenoya pruinosa
Dufrenoya pruinosa är en tvåhjärtbladig växtart som beskrevs av Hans Ulrich Stauffer. Dufrenoya pruinosa ingår i släktet Dufrenoya och familjen Amphorogynaceae. Inga underarter finns listade i Catalogue of Life.